# Bingo (tvrtka)
Bingo import export Tuzla d.o.o. je bosanskohercegovački trgovački i ugostiteljski lanac sa sjedištem u gradu Tuzli, u naselju Bosanska Poljana.
Bingo je najveći maloprodajni i ugostiteljski lanac u Bosni i Hercegovini. Bingo trenutno ima 7.200 zaposlenih i 194 podružnice širom Bosne i Hercegovine.
Slogan Binga je Kralj dobrih cijena!

## Povijest
Prije rata u Bosni i Hercegovini, Senad Džambić, osnivač i trenutni direktor Binga, radio je u rudniku. Paralelno s tim, otvorio je trgovinu u kojoj se zabavljao poput biljara, flipera, a kasnije je predstavio i poker automate. 1985. godine Džambić se odlučio baviti tim poslom i, kako navodi, tako je nastao današnji Bingo. Kasnije je Džambić otvorio svoju prvu trgovinu u Tuzli.
2015. godine Bingo je imao 175 trgovina otvorenih u Bosni i Hercegovini i više od 5.500 zaposlenih. Iste godine Džambića (s prihodom od 258,9 milijuna eura) Forbes je rangirao kao drugog najbogatijeg čovjeka u Bosni i Hercegovini nakon Izudina Ahmetlića, vlasnika Hifa grupe.
Počevši od Tuzle, gdje Bingo sada ima 39 podružnica, polako se proširio na cijelu Bosnu i Hercegovinu. Od 2017. godine Bingo je najveći maloprodajni lanac u Bosni i Hercegovini.
Također se planira odabrati zajam Bingu u iznosu od 21 milijun eura od strane Europske banke za obnovu i razvoj.
9. listopada 2020. Bingo je otvorio 215. trgovinu.

### Preuzimaje Interexa i Tuša u Bosni i Hercegovini
U prosincu 2014. Bingo je preuzeo Interex iz francuskog Intermarchéa, s 24 poslovna objekta, 709 zaposlenika i vlastitom robom. Do tada je Bingo imao 132 podružnice i 4200 zaposlenih.
Godinu dana kasnije, 2015. godine, Bingo je preuzeo podružnice slovenskog Tuša u Bosni i Hercegovini, koje su do tada bile u vlasništvu slovenskog poduzetnika Mirka Tuša. Tuš je prethodno zatvorio 20 svojih objekata u Bosni i Hercegovini zbog ekonomskih problema, a navodno je dobavljačima dugovao još 20 milijuna konvertibilnih maraka. Bingo je preuzeo objekte Tuše u Istočnom Sarajevu, Mostaru, Ugljeviku, Sanskom Mostu, Prnjavoru, Srebreniku i Tuzli.

### Preuzimanje od Lidla
U rujnu 2015. godine kružala je vijest da će njemački trgovački lanac Lidl kupiti bosanski lanac Bingo. Ali tu je glasinu Bingo demantirao. U Bingovoj izjavi stoji da ga njemački Lidl ne kupuje te da će se nastaviti širiti u Bosni i Hercegovini. "Kako su posljednjih dana u medijima kružile informacije da 'Lidl kupuje Bingo', osjećamo se dužni našim kupcima, ali i poslovnim partnerima, poreći ove navode. Niti su vođeni pregovori o kupnji ili prodaja"-Objava Binga import export doo Tuzla: Klix.ba, 23.9.2015.

## Roba
Osim prehrambenih proizvoda, Bingo nudi i kemijske, gotove, kozmetičke proizvode, kao i tehnike i proizvode za kućnu upotrebu. Bingo je član udruge "Kupujmo domaće", i podupire je s udjelom od 70% domaćih proizvoda. Jedan od najpopularnijih slučajeva je podrška tuzlanske tvrtke za deterdžente Dita, od koje Bingo, nakon ponovnog pokretanja proizvodnje, kupuje proizvode. Prije toga, tvrtka je bila u vrlo teškoj situaciji i nije mogla plaćati svoje zaposlenike. Džambić je 2017. godine kupio tu tvornicu kojom su zaposlenici od stečaja 2014. godine sami upravljali.

### Robna marka
Bingo ne kupuje samo robu drugih proizvođača, već proizvodi i prodaje robu pod vlastitom markom "Bingo". Tako u trgovinama Bingo možete pronaći: Bingo mlijeko, Bingo premium (kava), Lisnato tijesto Bingo, Bingo konzervirana riba, Bingo kečap, Bingo tjestenina, Bingo smrznuto povrće, Bingo kockice šećera i male.

## Android aplikacija
Trgovački lanac Bingo također nudi besplatnu Android aplikaciju, koja je trenutno još uvijek u beta verziji, nazvanu "maloprodajni lanac Bingo-Beta 1.0" koja može pronaći najnovije informacije o Bingo vijestima, Bingo promocijama i nagradnim igrama Bingo. Uz to, možete pronaći kartu svih podružnica Binga u Bosni i Hercegovini, a tu je i link do službenog YouTube kanala Binga. Aplikacija se može naći na Google Play Trgovini, a programeri Edee zaduženi su za razvoj.